# 蒙泰阿真塔里奥
蒙泰阿真塔里奥（義大利語：Monte Argentario），是意大利格罗塞托省的一个市镇和半島，最大城鎮為埃爾科萊港和圣托斯特凡诺港。